# Usługa logistyczna
Usługa logistyczna (ang. Logistic service) –  jest to zorganizowane przez firmę zewnętrzną transportowanie i magazynowanie produktów wraz z pełną obsługą formalno – prawną, w tym celną. Obejmuje zarobkowo wykonywane usługi spedycji, transportu, magazynowania, a także usługi pokrewne i wspomagające proces przepływu dóbr między ogniwami łańcucha dostaw. Obszarami podejmowanych działań logistycznych przez usługodawców logistycznych w przedsiębiorstwie są: zaopatrzenie, produkcja, dystrybucja.
Biorąc pod uwagę sfery działań logistycznych w łańcuchu dostaw, w literaturze można spotkać cztery grupy usług logistycznych:
- usługi spedycyjne,
- usługi transportowe,
- usługi magazynowe,
- usługi dodatkowe.

Wymienione usługi logistyczne tworzą dwie kategorie:
- usługi logistyczne oparte na zasobach – usługi fizyczne, do wykonania których potrzebne jest wyposażenie techniczne,
- usługi oparte na umiejętnościach – usługi polegające na planowaniu, organizowaniu, nadzorowaniu itd.

Usługa logistyczna obejmuje między innymi optymalny stosunek ceny do rodzaju zrealizowanego świadczenia, krótkie terminy dostaw, wysoki standard jakościowy, dochowania terminów realizacji zleceń, gotowość udzielania informacji o stanie obróbki zlecenia oraz posiadanie przeszkolonego i wyspecjalizowanego zespołu pracowników.